# Julius Schubring (Theologe)
Julius Schubring  (* 2. Juni 1806 in Dessau; † 14. Dezember 1889 ebenda) war ein evangelischer Pfarrer und Konsistorialrat in Dessau. Bekannt wurde er durch seine Freundschaft und Zusammenarbeit mit Felix Mendelssohn Bartholdy. 
Nach seinem Studium in Leipzig und Berlin wurde Schubring 1828 Hauslehrer bei Friedrich Schleiermacher. 1830 ging er als Lehrer in seine Heimatstadt zurück, wo er 1831 Substitut, 1832 Diaconus und 1837 Pfarrer wurde. Seit 1870 auch Konsistorialrat, arbeitete er bis zu seiner Emeritierung 1883.
Schubring war Verfasser des Librettos des Oratoriums Paulus, das 1836 uraufgeführt wurde, und beriet Mendelssohn auch bei der Abfassung des Elias, das 1846 uraufgeführt wurde. Sein Sohn, Julius Schubring, veröffentlichte 1892 den Briefwechsel zwischen seinem Vater und Mendelssohn.
Die Universität Halle zeichnete Schubring mit der theologischen Ehrendoktorwürde aus.